# Fusion du Parti communiste d'Allemagne et du Parti social-démocrate d'Allemagne

Le logo du SED fait référence à la poignée de main des dirigeants du KPD et du SPD lors de la fusion en avril 1946.

La fusion du Parti communiste d'Allemagne et du Parti social-démocrate d'Allemagne pour former le Parti socialiste unifié d'Allemagne (SED) a lieu en 1946 dans la zone d'occupation soviétique en Allemagne et dans la ville de Berlin, à l'époque sous contrôle quadripartite.
Il s'agit d'une fusion effectuée sous la contrainte (Zwangsvereinigung) des autorités d'occupation soviétiques. Dans le cadre de cette fusion, les sociaux-démocrates qui résistent sont placés en détention ou soumis à des pressions physiques ou psychologiques.

## Contexte
Au SPD et au KPD, on avance des explications différentes à l'ascension politique des nationaux-socialistes et leurs succès électoraux. Alors qu'une partie des sociaux-démocrates souligne le rôle désastreux des communistes dans la phase finale de la République de Weimar, le KPD de son côté traite les sociaux-démocrates de « fascistes sociaux ». D'autres estiment que la prise du pouvoir par les nazis résulte de cette division du mouvement ouvrier entre communistes et sociaux-démocrates après la Première Guerre mondiale.
En 1945, des voix s'élèvent au sein des deux partis en faveur d'un parti ouvrier uni. L'administration militaire soviétique y est d'abord opposée car elle considère que c'est sous sa direction que le KPD deviendra la plus forte force politique de la zone d'occupation soviétique. L'objectif est alors de transposer le système de gouvernement et de société de l'Union soviétique en Allemagne. La direction du KPD y est aussi initialement opposée.
Au cours de l'année 1945, les mesures répressives des autorités soviétiques font que les sociaux-démocrates sont de plus en plus hostiles à une fusion. Les résultats des élections de novembre 1945 en Hongrie et en Autriche, et en particulier les mauvais résultats des partis communistes, entraînent un changement rapide de stratégie de la part du KPD à partir de novembre 1945. Staline et Ulbricht parlent tous deux d'un « danger autrichien » et lancent une fusion par la force dès novembre 1945 afin de garantir la prédominance du KPD.

## Préparatifs
Sous la pression des forces d'occupation soviétiques et de la direction du KPD, et avec le soutien de quelques sociaux-démocrates influents, des groupes de travail sont formés à tous les niveaux de chaque parti. Au début de l'année 1946, de nombreux sociaux-démocrates réticents à la fusion sont arrêtés dans toutes les régions de la zone d'occupation soviétique. Les sociaux-démocrates qui s'y opposent sont l'objet de chantage et de menaces. Au chef du bureau politique du gouvernement militaire britannique, Christopher Steel, Otto Grotewohl déclare en février 1946 que les sociaux-démocrates « sont chatouillés par les baïonnettes russes, leur organisation dans les Länder est complètement infiltrée » ; des hommes qui, il y a seulement quatre jours, lui avaient assuré qu'ils étaient déterminés à résister, le supplient maintenant de classer l'affaire. En 1961, le dirigeant social-démocrate Erich Ollenhauer estime que « de décembre 1945 à avril 1946, au moins 20 000 sociaux-démocrates sont convoqués, placés en détention pour des périodes courtes ou longues, et même tués ». Bien que cette estimation puisse être exagérée parce que les rapports de telles arrestations de membres du SPD en fuite ou dans les archives est-allemandes du SPD sont rares, l'historien britannique Gareth Pritchard considère que la peur de l'emprisonnement est répandue. Des centaines, voire des milliers, de sociaux-démocrates fuient à l'Ouest pendant la campagne de fusion, craignant pour leur sécurité, ce qui affaiblit la résistance du SPD à une fusion avec le KPD.
Le congrès des cadres du SPD qui s'ouvre le 1er mars 1946 à l'Admiralspalast de Berlin décide d'organiser un scrutin dans la zone soviétique et à Berlin. Le 14 mars 1946, le comité central du SPD lance un appel à la fusion du SPD et du KPD. Cependant, dans la zone soviétique, le comité central refuse d'organiser un scrutin, prétextant que la majorité des adhérents du SPD sont favorables à une fusion immédiate avec le KPD, et à Berlin, il appelle à son boycott.
Le 31 mars 1946 doit avoir lieu un vote des adhérents du SPD à Berlin ; mais à Berlin-Est, 30 minutes après l'ouverture des bureaux de vote, les soldats soviétiques font évacuer les lieux, scellent les urnes et dispersent les files d'attente. Dans les secteurs occidentaux, 71,3 % des adhérents du SPD prennent part au vote. Les deux questions soumises au vote portent sur l'approbation d'une fusion immédiate, qui est rejetée par 82 % des votants, et sur une alliance avec le KPD qui elle recueille 62 % des voix.
Les autorités soviétiques et le KPD tentent de présenter le rejet d'une fusion immédiate dans les secteurs ouest de Berlin comme une défaite  en organisant une campagne de propagande : ils incluent alors dans leurs calculs les adhérents du SPD du secteur est qui ont été empêchés de voter. Ainsi, au lieu des 82 % d'opposants à la fusion, ils parviennent à afficher seulement 29,5 % de non.

## Congrès de l'«unification» (Vereinigungsparteitag)

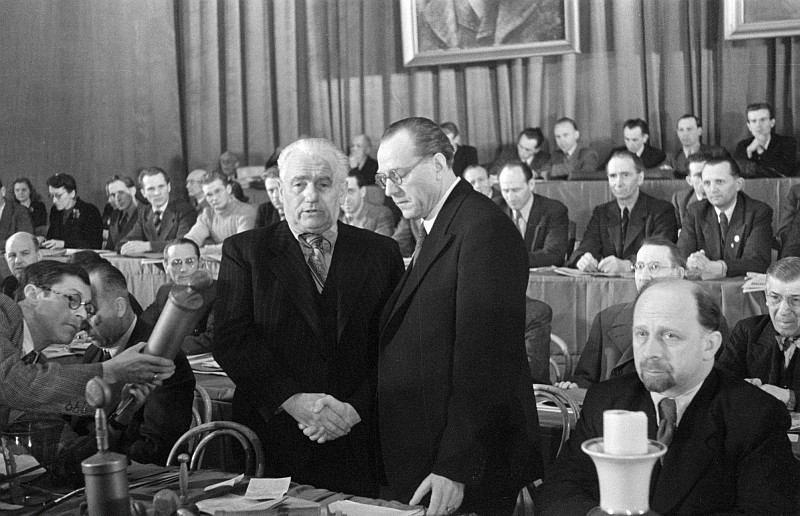
Poignée de main entre Pick et Grotewohl, congrès d'avril 1946.

Le 7 avril 1946, les opposants SPD à l'unification dans les secteurs occidentaux se reconstituent lors d'un congrès du SPD à la Zinnowwaldschule de Zehlendorf, les présidents nommés en sont Karl Germer Jr, Franz Neumann et Curt Swolinzky. Parallèlement, à la même date, a lieu la décision de fusion lors de congrès communs aux deux partis dans la zone d'occupation soviétique. Les 19 et 20 avril, le 15e congrès du KPD et le 40e congrès du SPD à Berlin décident de fonder le SED.
Les 21 et 22 avril 1946, le congrès de fusion du SPD et du KPD pour l'ensemble de la zone d'occupation soviétique a lieu à l'Admiralspalast, dans le secteur oriental de Berlin. Le 22 avril, la fusion dans le SED est effective. Sur plus de 1000 délégués, 47 % sont désignés par le KPD et 53 % par le SPD. 230 délégués viennent des zones occidentales. Cependant, les 103 délégués SPD des zones occidentales n'ont pas de mandat démocratique. Les votes précédents dans ces zones avaient montré un rejet généralisé de la fusion.
Le nouveau parti est dirigé par un représentant de chaque ancien parti, avec une représentation égale à tous les niveaux. Les présidents sont Wilhelm Pieck (KPD) et Otto Grotewohl (SPD), les vice-présidents Walter Ulbricht et Max Fechner. La poignée de main des deux présidents du congrès du parti le 21 avril est visible sur le logo du SED. Au lendemain du congrès, les adhérents du SPD et du KPD peuvent déclarer leur adhésion au SED par simple signature.
Au début, on trouve encore une nette égalité de représentation entre les deux anciens parti, mais à partir de 1949, les sociaux-démocrates ne jouent pratiquement plus de rôle, la représentation paritaire dans les comités est abolie, et les postes influents du parti et les mandats importants sont détenus par d'anciens membres du KPD. Et surtout, entre 1948 et 1951 ont lieu des purges et des emprisonnements de sociaux-démocrates et le SED prend alors la forme d'un « parti dictatorial constitué de cadres ».

## Conséquences
La refondation d'un parti social-démocrate par les opposants à la fusion est empêchée dans la zone est par les autorités soviétiques. Lors des élections régionales de 1946, le SED manque clairement son objectif électoral : malgré le soutien des forces d'occupation, il n'obtient la majorité absolue dans aucun Land. Dans le Mecklembourg et en Thuringe, il échoue de peu, en Saxe-Anhalt et dans le Brandebourg, des coalitions de la CDU et du LDP auraient été possibles. Le résultat dans le Grand Berlin est encore plus décevant. Cependant, le système électoral de l'ancienne RDA, qui attribue les mandats aux organisations dépendantes du SED sur les listes unifiées du Front national de la République démocratique allemande, permet aux élus du SED de détenir la majorité des mandats dans toutes les assemblées représentatives.
Les adhérents du SPD qui critiquent la fusion forcée sont contraints à renoncer à leurs fonctions. Dans de nombreux cas, ils sont persécutés politiquement ou obligés de fuir. Ce n'est qu'en 1989 qu'un parti social-démocrate est reconstitué en RDA, le Parti social-démocrate de RDA (SDP). Il remporte 21,9 % des voix lors des premières élections libres à la Chambre du peuple en 1990 sous le nom SPD. À la veille de la réunification allemande en 1990, il est absorbé par le SPD.

## Cas similaires de fusion
En Roumanie, sous l'occupation soviétique, le Parti communiste roumain est fusionné de force avec le Parti social-démocrate en février 1948 pour former le Parti des travailleurs roumains.
En Hongrie, le parti communiste et le parti social-démocrate fusionnent pour former le Parti des travailleurs hongrois en mai 1948.
En Tchécoslovaquie, les sociaux-démocrates de Slovaquie sont fusionnés de force avec le KSČ dès 1944, et le Parti social-démocrate tchèque le 27 juin 1948.
En décembre 1948, en République populaire de Pologne, sous la pression de Staline a lieu la fusion du PPR et du PPS pour former le Parti ouvrier unifié polonais. Les membres du PPS sont victimes de purges politiques massives, et les opposants au nouveau régime sont exclus du parti et des organes gouvernementaux.